# Петровский парк (станция метро)
«Петро́вский парк» — станция Московского метрополитена на Большой кольцевой линии. Связана пересадкой со станцией «Динамо» Замоскворецкой линии. Расположена в районе Аэропорт (САО); названа по одноимённому парку. Открыта 26 февраля 2018 года в составе участка «Деловой центр» — «Петровский парк». Колонная трёхпролётная станция мелкого заложения с одной островной платформой.

## История
Решение о присвоении станции названия «Петровский парк» принято Постановлением Правительства Москвы № 564-ПП от 24 июня 2008 года. Станция названа в честь близлежащего Петровского парка.
Генеральный проектировщик и генеральный подрядчик по строительству — АО «Мосинжпроект».

### Перенос сроков
Согласно заявлению префектуры САО Москвы, сделанному в конце 2010 года, станцию предполагалось открыть в 2015 году на новой Ходынской линии (первом участке Большой кольцевой линии). В дальнейшем сроки завершения строительства ежегодно переносились вплоть до начала 2018 года.

### Хронология строительства
- Сентябрь — декабрь 2014 года. В котловане станции смонтирован ТПМК Robbins «Елена», который проложит перегонный тоннель до станции «Нижняя Масловка» (открыта 30 декабря 2018 года под названием «Савёловская»). В декабре он начал проходку левого перегонного тоннеля длиной в 1766 метров. Строительство станции в конструкциях почти завершено, разработана проблемная часть котлована, в которой также продолжаются монолитные работы. Началась проходка наклонного хода пересадки на станцию «Динамо».
- Январь — февраль 2015 года. ТПМК Lovat «Юлия» завершил проходку правого перегонного тоннеля от станции «ЦСКА». На стройплощадке станции снесены последние палатки, мешающие строительству демонтажной камеры для второго ТПМК Lovat «Мария» («Омь»), который на тот момент по этой причине остановил проходку в 200 метрах от строящейся станции.
- Июль 2015 года. ТПМК Robbins «Елена» завершил проходку левого тоннеля между станциями «Петровский парк» и «Нижняя Масловка»[11].
- Январь 2016 года. Основные работы на станции завершены, начаты работы в месте примыкания станции к уже действующей станции «Динамо»[12].
- Конец февраля 2016 года. Правый тоннель пройден на 200 метров, дойдёт до «Нижней Масловки» к июлю 2016 года.
- Ноябрь 2016 года. Рабочие начали отделку колонн станции, путевые стены почти завершены[13].
- 8 сентября 2017 года. Первый поезд совершил обкатку путей на участке между станциями «Деловой центр» — «Петровский парк»[14].

| - Галерея строительства - Строящаяся станция 11 апреля 2016 года - Станционный зал и табличка - Платформа - Отделка станции - Узкоколейный локомотив с поездом - Путевой зал - Туннель - Готовая отделка станции |

### Открытие
Станция открылась 26 февраля 2018 года в составе участка «Деловой центр» — «Петровский парк», после ввода в эксплуатацию которого в Московском метрополитене стало 212 станций. С момента открытия станция являлась частью двух маршрутов: Солнцевской и Большой кольцевой линии. После возобновления работы станции метро «Деловой центр» 12 декабря 2020 года, движение Солнцевской линии по участку «Парк Победы» — «Савёловская» прекратилось.
Подземный переход на станцию «Динамо» был открыт 29 декабря 2020 года.

## Архитектура и оформление
Проект станции «Петровский парк» типовой, как и у других станций первой очереди Большой кольцевой линии: расстояние между путями 18 м, длина посадочных платформ — 163 м, конструкция колонного типа, шаг колонн — 9 м, колонны 600×1000 мм, ширина платформы 12 м. Станция отличается лишь в деталях и в цветовом оформлении. Станция оформлена в зелёной цветовой гамме, по цвету Замоскворецкой линии, на которую осуществляется пересадка. Платформа станции отделана серым и чёрным гранитом, путевые стены — белым мрамором, колонны — зелёным мрамором. В дизайн станции вписаны изображения Петровского путевого дворца, находящегося неподалёку и парковой архитектуры. Декоративные панно размещены в вестибюлях на подвесных потолках над эскалаторными наклонными ходами и торцевых стенах эскалаторных спусков. Они выполнены московскими художниками-монументалистами Василием Бубновым Архивная копия от 8 октября 2018 на Wayback Machine и Екатериной Бубновой, которой в сентябре 2020 года была присуждена премия города Москвы 2020 года в области литературы и искусства в номинации «Дизайн» за художественное оформление станции.
Пересадочный узел сооружён по проекту архитекторов А. Ю. Орлова, Д. Ю. Хохлова, В. А. Некрасова, конструкторов П. И. Касаткина, Д. С. Кокошко.
| - Турникетный холл - Эскалаторы южного вестибюля - Зал станции и мотовоз МТК-1 - Лестница перехода к станции «Динамо» - Посадочная платформа - Вид с лестницы - Название на путевой стене - Выход в город |

## Расположение

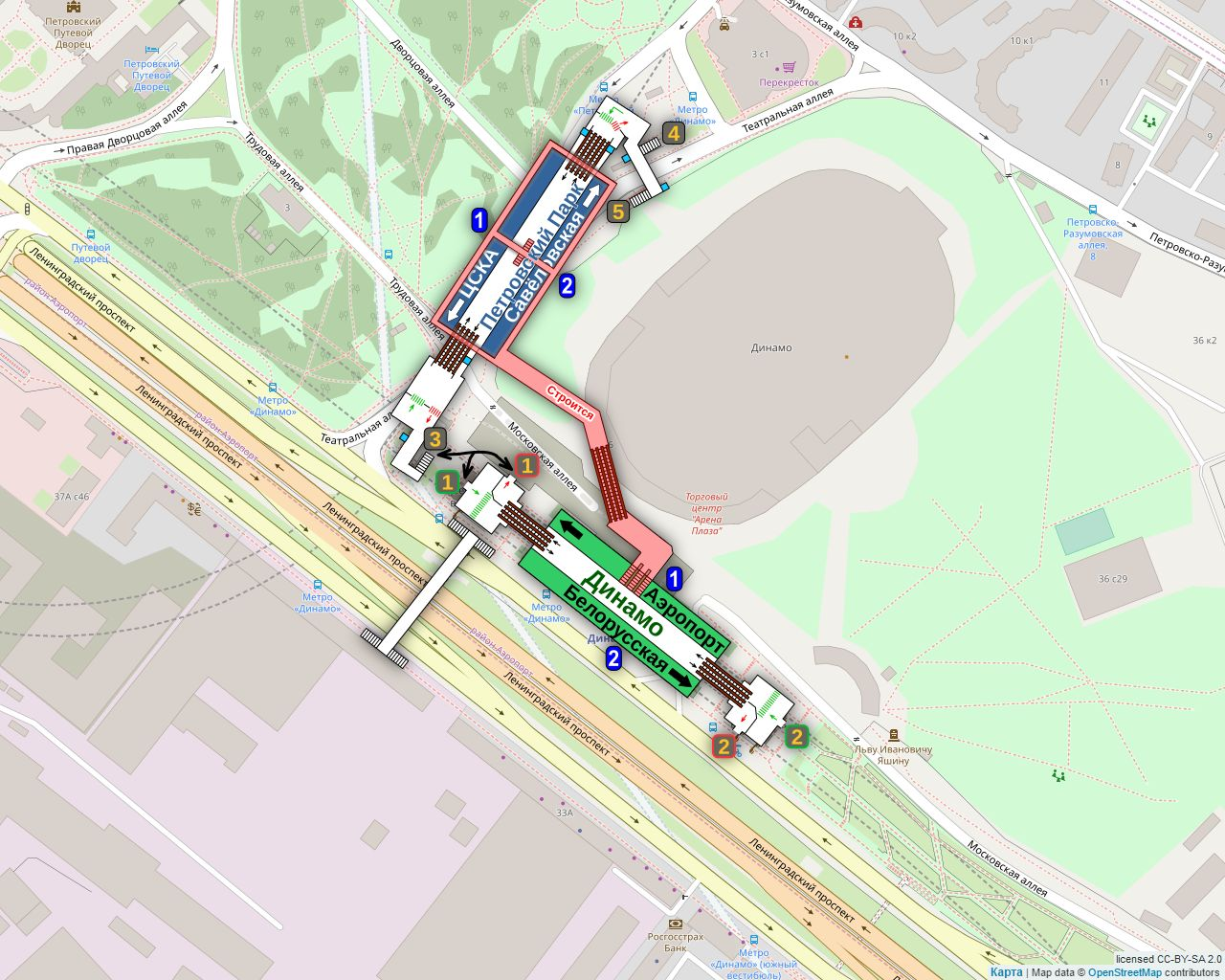
Схема и расположение станций «Петровский парк» и «Динамо» на карте города

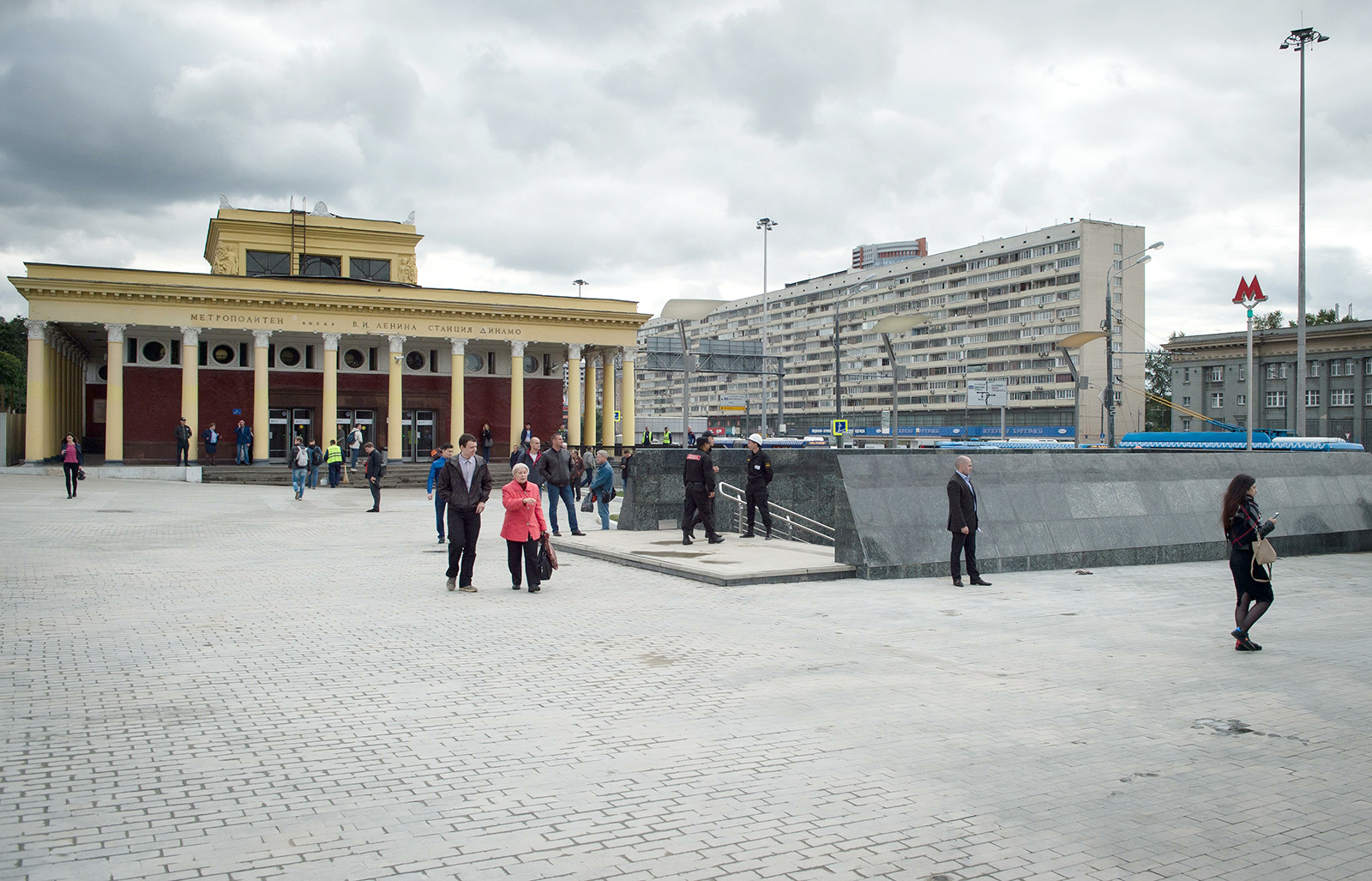
Вход на станцию «Петровский парк» (справа) и северный вестибюль станции (слева)

Станция метро «Петровский парк» Большой кольцевой линии расположена между станциями «ЦСКА» и «Савёловская». Выходы ведут на обе стороны Ленинградского проспекта, к стадиону «Динамо» и к Петровскому парку. Один из выходов в город со станции расположен в районе улицы Театральная аллея, дом 3, строение 1.

### Наземный общественный транспорт
На этой станции можно пересесть на следующие маршруты городского пассажирского транспорта:
- Автобусы: м1, е30, е30к, 110, 132, 207, 318, 319, 322, 356, 384, 384к, 905, т29, т42, т65, т70, т86, н1, н12

### Достопримечательности
- Стадион «Динамо» расположен рядом со станцией. Построен в 1928 году по проекту архитектора Л. З. Чериковера[26]. Вмещал 54 000 зрителей; до конца 1950-х годов был крупнейшим стадионом Москвы[27]. Реконструирован в 2008—2018 годах[28]. Служит домашней ареной футбольного клуба «Динамо» Москва.
- Петровский путевой дворец находится на Ленинградском проспекте в 450 метрах от северного вестибюля станции. Построен в 1775—1783 годах знаменитым архитектором Матвеем Казаковым по приказу императрицы Екатерины II. Дворец служил резиденцией для царских особ. В архитектуре здания сочетаются элементы неоготики и классицизма[29]. Петровский путевой дворец является памятником архитектуры федерального значения[30].
- Петровский парк площадью 22 гектара расположен около северного вестибюля станции. Создан в 1827 году при Петровском путевом дворце. Парк разделён на несколько частей аллеями, по которым осуществляется автомобильное движение. Петровский парк взят под охрану как памятник садово-паркового искусства[31].

## Вестибюли и пересадки
Станционный комплекс, наряду с платформенной частью и сопутствующими технологическими и служебными блоками, включает:
- наземные павильоны над лестничными выходами и лифтами;
- подземный вестибюль с выходом на Ленинградский проспект;
- подземный вестибюль вдоль Петровско-Разумовской аллеи с выходами к торговому центру на Театральной аллее, в стадион «Динамо» и к остановкам наземного пассажирского транспорта;
- комплекс сооружений пересадки на станцию «Динамо»[32].

Оба вестибюля оснащены эскалаторами, четырёхленточный эскалатор длиной 55 м также установлен и на переходе на станцию «Динамо».
На станции организована пересадка на станцию «Динамо» Замоскворецкой линии. Открытие подземного перехода между метро «Динамо» и «Петровский парк» первоначально было намечено на сентябрь 2018 года. Но несмотря на объявленную дату, открытие в сентябре не состоялось и было перенесено на конец 2019 — начало 2020 года, по той же причине, по которой переход не был введён в эксплуатацию сразу, в день открытия станции — в связи со сложной гидрогеологической обстановкой, до его открытия использовалась наземная пересадка, не влиявшая на возможность пересадки на МЦК. В сентябре 2019 года открытие пересадки перенесли на конец 2020 года.
Полноценный подземный переход между станциями «Динамо» и «Петровский парк» открыт 29 декабря 2020 года.
| - Балкон станции, ведущий к переходу - Пешеходный коридор - Эскалаторный наклон - Проход на платформу станции «Динамо» - Ходок с фотогрфиями строительства перехода - Табличка в честь открытия пересадки |

## Путевое развитие
На некотором расстоянии в сторону станции «Савёловская» расположен пошёрстный съезд, использовавшийся для оборота составов, когда станция «Петровский парк» была конечной.

## Особенности проекта станции
При проектировании станции на ней предполагалась установка платформенных раздвижных дверей, от чего впоследствии было решено отказаться из соображений учёта пассажиропотока и интервала движения.